# Diane Dixon
Diane Lynn Dixon (Brooklyn, New York 23 de setembro de 1964) é uma antiga atleta norte-americana que competiu, principalmente, em 400 metros. Campeã olímpica dos 4x400metros em Los Angeles 1984, e medalha de prata na mesma prova em Seul 1988. Ainda foi 5º lugar nos 400 metros em Seul.